# Liste der Kulturgüter in Frenkendorf
Die Liste der Kulturgüter in Frenkendorf enthält alle Objekte in der Gemeinde Frenkendorf im Kanton Basel-Landschaft, die gemäss der Haager Konvention zum Schutz von Kulturgut bei bewaffneten Konflikten, dem Bundesgesetz vom 20. Juni 2014 über den Schutz der Kulturgüter bei bewaffneten Konflikten sowie der Verordnung vom 29. Oktober 2014 über den Schutz der Kulturgüter bei bewaffneten Konflikten unter Schutz stehen.
Objekte der Kategorien A und B sind vollständig in der Liste enthalten, Objekte der Kategorie C fehlen zurzeit (Stand: 1. Januar 2023).

## Kulturgüter
| Foto | | Objekt                                                                     | Kat. | Typ | Standort                         | Beschreibung |
| ---- | --- | -------------------------------------------------------------------------- | ---- | --- | -------------------------------- | ------------ |
| ja   | Datei hochladen · Wikidata zu Ruine Neu-Schauenburg (Q2175365)                                        | Burgruine Neu-Schauenburg KGS-Nr.: 01427                                   | A    | F   | Schauenburg 618374 / 261115      |              |
| ja   | Datei hochladen · Wikidata zu Ruine Alt-Schauenburg (Q2175187)                                        | Burgruine Alt-Schauenburg KGS-Nr.: 01426                                   | B    | F   | 617680 / 260560                  |              |
| BW   | Datei hochladen · Wikidata zu Schauenburgfluh, gallorömischer Vierecktempel (Q29677962)               | Schauenburgfluh, gallorömischer Vierecktempel KGS-Nr.: 01429               | B    | F   | 617930 / 261000                  |              |
| ja   | Datei hochladen · Wikidata zu Hülften-Denkmal (Q14565306)                                             | Hülften-Denkmal KGS-Nr.: 12116                                             | B    | K   | 620867 / 262500                  |              |
| ja   | Datei hochladen · Wikidata zu Evangelische-reformierte Kirche St. Margaretha (Q29677913)              | Evangelisch-reformierte Kirche St. Margaretha KGS-Nr.: 12117               | B    | G   | Kirchgasse 2 620780 / 261381     |              |
| BW   | Datei hochladen · Wikidata zu Sammlung moderner Kunst in der Villa Sacher zum Schönenberg (Q29677946) | Sammlung moderner Kunst in der Villa Sacher zum Schönenberg KGS-Nr.: 12118 | B    | S   | Schönenberg 3 620300 / 262121    |              |
| ja   | Datei hochladen · Wikidata zu Ortsmuseum (Q27480242)                                                  | Ortsmuseum KGS-Nr.: 12309                                                  | B    | S   | Schulstrasse 10a 620987 / 261240 |              |